# ERPAC
O Ejército Revolucionario Popular Antisubversivo de Colombia (ERPAC) é um dos quatro grupos criminosos emergentes a serviço do narcotráfico na Colômbia (BACRIM) mais poderosos juntamente com "Los Rastrojos", Águilas Negras e "Los Urabeños".
É liderado pelos traficantes de drogas Pedro Oliverio Guerrero, mais conhecido como "Cuchillo", e Daniel Barrera Barrera, mais conhecido como "El Loco Barrera". É o herdeiro dos espaços tanto dos militares como do narcotráfico do Bloque Centauros das Autodefesas Unidas da Colômbia, liderada pelo líder paramilitar assassinado Miguel Arrollave, cuja morte  é atribuída aos líderes desta organização.